# Wilfried Gruhn

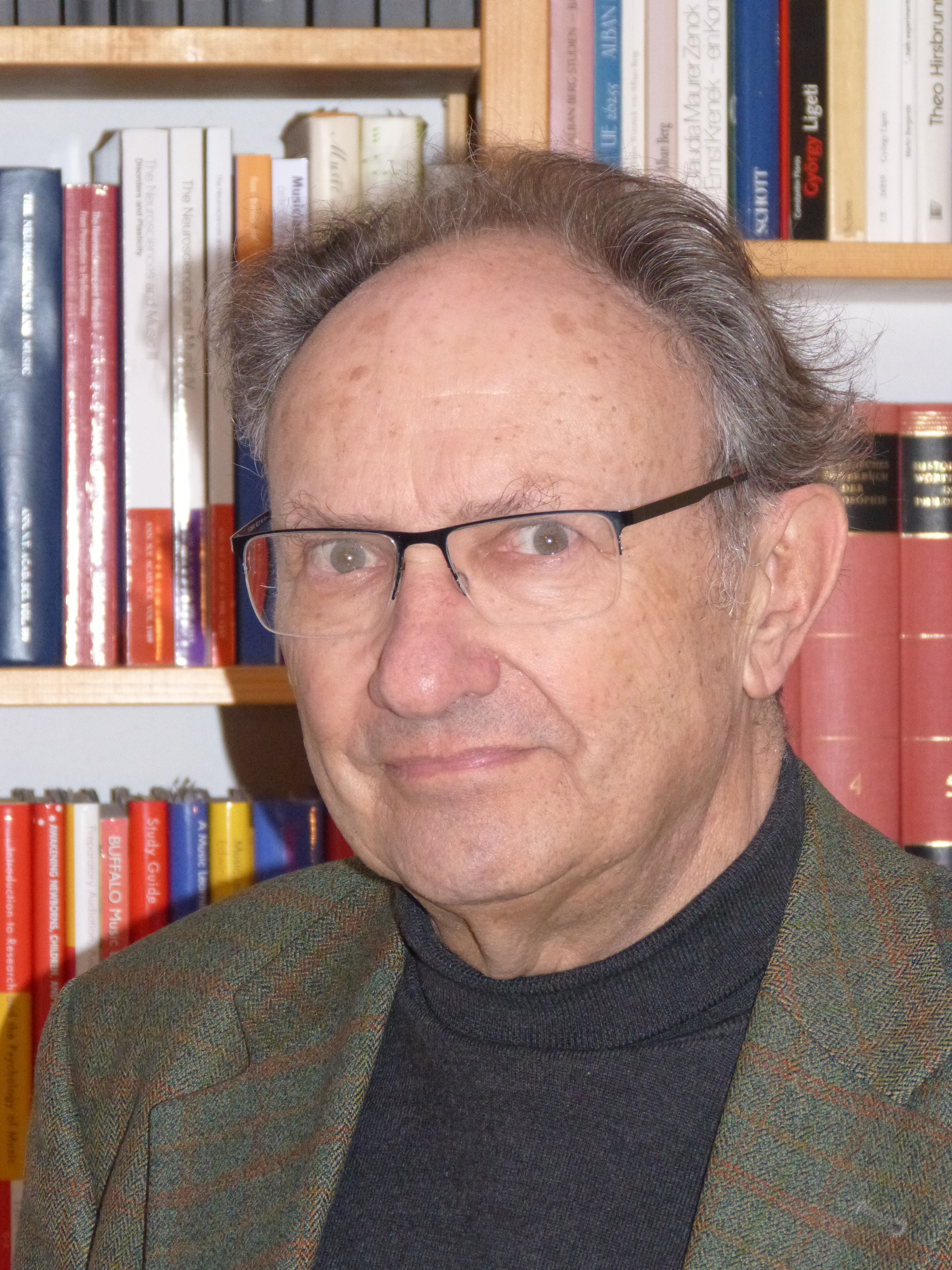
Wilfried Gruhn

Wilfried Gruhn (* 15. Oktober 1939 in Königsberg, Ostpreußen) ist ein deutscher Musikpädagoge, Musikwissenschaftler, Violinist und emeritierter Hochschullehrer.

## Leben
Wilfried Gruhn wuchs nach Flucht und Vertreibung aus Ostpreußen 1945 in Arnsberg im Sauerland auf. Er studierte Schulmusik und Violine sowie Musikwissenschaft bei Arnold Schmitz, Germanistik bei Paul Requadt und Psychologie bei Albert Wellek an der Universität Mainz und als Aufbaustudium in der Meisterklasse von Ludwig Bus in Saarbrücken. Nach dem ersten Staatsexamen spielte er zunächst als Geiger im Kammerorchester des Saarländischen Rundfunks und schloss 1966 das Referendariat in Rheinland-Pfalz mit dem zweiten Staatsexamen für das Lehramt an höheren Schulen ab. Die Promotion zum Dr. phil. in Musikwissenschaft erfolgte 1967 bei Hellmut Federhofer an der Universität Mainz. Bis 1974 unterrichtete Gruhn als Gymnasiallehrer in Zweibrücken, wo er zugleich die Bibliotheca Bipontina leitete.
Nach Konzerttätigkeit im Mainzer Flötenquartett und Heidelberger Kammerorchester sowie musikpädagogischem Engagement in Lehrplankommissionen und in der Lehrerfortbildung übernahm er 1972 einen Lehrauftrag für Musikpädagogik an der Musikhochschule des Saarlandes. 1974 erfolgte der Ruf auf eine Professur an die Essener Folkwang-Hochschule, die mit dem neu eingerichteten Studiengang Schulmusik einen Modellversuch zur Entwicklung neuer Ausbildungsgänge in den Sekundarstufen I und II (Regensburg und Mainz, 1978) durchführte. 1977 wechselte er als Leiter des Studiengangs Schulmusik an die Hochschule für Musik Freiburg, wo er bis zu seinem Ruhestand 2003 wirkte.
Zudem hatte er Gastprofessuren inne an der Eastman School of Music, der Universiti Teknologi MARA, der Universidad Internacional de Andalucia in Sevilla und der Estnischen Musik- und Theaterakademie in Tallinn, die ihm 2019 die Ehrendoktorwürde verlieh. Weitere Lehraufträge bzw. Kurse führten ihn an die Hochschule der Künste Bern und die Kunstuniversität Graz.
Gruhn war außerdem von 1995 bis 1997 Präsident der Research Alliance of Institutes for Music Education, seit 1994 Vertreter der Bundesrepublik Deutschland in der International Society for Music Education (ISME) sowie von 2000 bis 2004 Mitglied im Board of Directors der ISME und von 2009 bis 2012 Vorsitzender der Internationalen Leo-Kestenberg-Gesellschaft.
Er ist Autor und Herausgeber von zahlreichen Fachpublikationen und Aufsätzen sowie Mitherausgeber musikpädagogischer Zeitschriften (Zeitschrift für Musikpädagogik, Musik und Unterricht und European Music Journal).

## Wissenschaftliche Schwerpunkte
Einen Schwerpunkt der Forschung Gruhns bildet das musikalische Lernen. Intensive Kontakte zur amerikanischen Musikpädagogik seit 1980 führten ihn zur Auseinandersetzung mit der Lerntheorie Edwin Gordons. Aus den Forschungsansätzen der cognitive sciences ergaben sich neue empirische Ansätze der Lernforschung („perception and cognition of music“), die auch die erweiterten Möglichkeiten der aufkommenden Neurowissenschaften aufgriffen und zur Erforschung der neuronalen Grundlagen musikalischen Lernens in Zusammenarbeit mit Medizinern, Psychologen und Neurologen (Eckart Altenmüller, Roland Laszig, Niels Birbaumer, Martin Lotze, Ulrike Halsband, Mariacristina Musso) beitrugen. So entstanden zahlreiche Studien zur Lernentwicklung bei Kindern insgesamt und bei Kindern mit einem Cochlea-Implantat, zur Bildung mentaler Repräsentationen, zu Augenbewegungen und mental speed (mit Burkhart Fischer, Universität Freiburg i. Br. und Niels Galley, Universität zu Köln) wie Untersuchungen zum Zusammenhang von musikalischen und körperlich motorischen Aspekten des Lernens (mit Albert Gollhofer).
Mit zunehmender Fokussierung auf das frühkindliche Musiklernen wurde 2003 die Gründung des Gordon Institut für frühkindliches Musiklernen in Freiburg realisiert, das Gruhn bis 2009 leitete. Hier sollten die lerntheoretischen Grundlagen Gordons auf neurobiologische Forschungsergebnisse gestellt und erweitert werden, um sie so für die Musiklehrerausbildung nutzbar zu machen. Ein parallel dazu verlaufender Forschungsstrang galt der historischen Forschung zur Geschichte der Musikerziehung und führte 2009 zur Gründung der Internationalen Leo Kestenberg-Gesellschaft und damit zur Herausgabe von dessen Gesammelten Schriften (6 Bände, 2009–2013).

## Veröffentlichungen (Auswahl)

### Als Autor
- Musiksprache Sprachmusik Textvertonung. Aspekte des Verhältnisses von Musik, Sprache und Text. Diesterweg, Frankfurt am Main 1978, ISBN 3-425-03768-4.
- mit Wilhelm Wittenbruch: Wege des Lehrens im Fach Musik. Ein Arbeitsbuch zum Erwerb eines Methodenrepertoires. Schwann, Düsseldorf 1983, ISBN 3-590-14549-8.
- Wahrnehmen und Verstehen. Untersuchungen zum Verstehensbegriff in der Musik. Florian Noetzel, Wilhelmshaven 1987, ISBN 3-7959-0507-9; 2. Aufl. 2004 (TB zur Musikwissenschaft, Bd. 107).
- Geschichte der Musikerziehung. Eine Kultur- und Sozialgeschichte schulischer Musikerziehung vom Gesangunterricht der Aufklärungspädagogik zu ästhetisch kultureller Bildung. Wolke, Hofheim 1993; 4. Auflage 2014, ISBN 978-3-936000-11-5.
- Der Musikverstand. Olms, Hildesheim 1998, 3. überarbeitete Auflage 2008; 4. Auflage 2014, ISBN 978-3-487-15132-8.
- Kinder brauchen Musik. Beltz, Weinheim 2003, ISBN 3-407-22867-8.
- Anfänge des Musiklernens. Eine lerntheoretische und entwicklungspsychologische Einführung. Olms, Hildesheim 2010, ISBN 978-3-487-14475-7.
- Musikalische Gestik. Vom musikalischen Ausdruck zur Bewegungsforschung. Olms, Hildesheim 2014, ISBN 978-3-487-15122-9.
- Wir müssen lernen, in Fesseln zu tanzen. Leo Kestenbergs Leben zwischen Kunst und Kulturpolitik. Wolke, Hofheim 2015, ISBN 978-3-95593-062-2.

### Als Herausgeber
- mit Heinz W. Höhnen, B. Binkowski, H. Hopf, R. Jakoby: Entwicklung neuer Ausbildungsgänge für Lehrer der Sekundarstufen I und II im Fach Musik. Modellversuch der Staatlichen Hochschule für Musik Ruhr, Folkwang Hochschule Essen, Mainz und Regensburg 1978.
- Reflexionen über Musik heute. Texte und Analysen. Schott, Mainz 1981, ISBN 3-7957-2648-4.
- Das Projekt Moderne und die Postmoderne. (=Hochschuldokumentationen zu Musikwissenschaft und Musikpädagogik Musikhochschule Freiburg Band 29), Gustav Bosse Verlag, Regensburg 1989, ISBN 3764923792.
- mit Francis H. Rauscher: Neurosciences in Music Pedagogy. Nova Science Publishers Inc., New York 2007, ISBN 978-1600218347.
- Leo Kestenberg: Gesammelte Schriften. 6 Bde. Unter Mitwirkung von U. Mahlert, D. Schenk und J. Cohen, 6 Bde. Rombach, Freiburg  2009–2013.
- mit Annemarie Seither-Preisler: Der musikalische Mensch. Evolution, Biologie und Pädagogik musikalischer Begabung. Olms, Hildesheim 2014, ISBN 978-3-487-15136-6.
- mit Peter Röbke: Musiklernen. Bedingungen, Handlungsfelder, Positionen. Helbling, Innsbruck/Esslingen 2018, ISBN 978-3-86227-378-2.
- mit Warren Brodsky: Music in the lives of young children. An annotated anthology of research papers from Early Child Development and Care. Routledge (Taylor & Francis Group), Oxon, UK. 2023. ISBN 9780367547233.